# 바트 (이집트 신화)
바트(Bat)는 고대 이집트 고왕국 시대에 숭배되었던 은하수의 여신이다. 사람의 얼굴에 소의 귀와 뿔을 가진 소의 모습으로 묘사되었다. 이집트 사람들은 바트의 젖이 은하수가 되었다고 믿었다. 중왕국에 들어서는 사랑과 미의 여신 하토르와 동일시되었다.

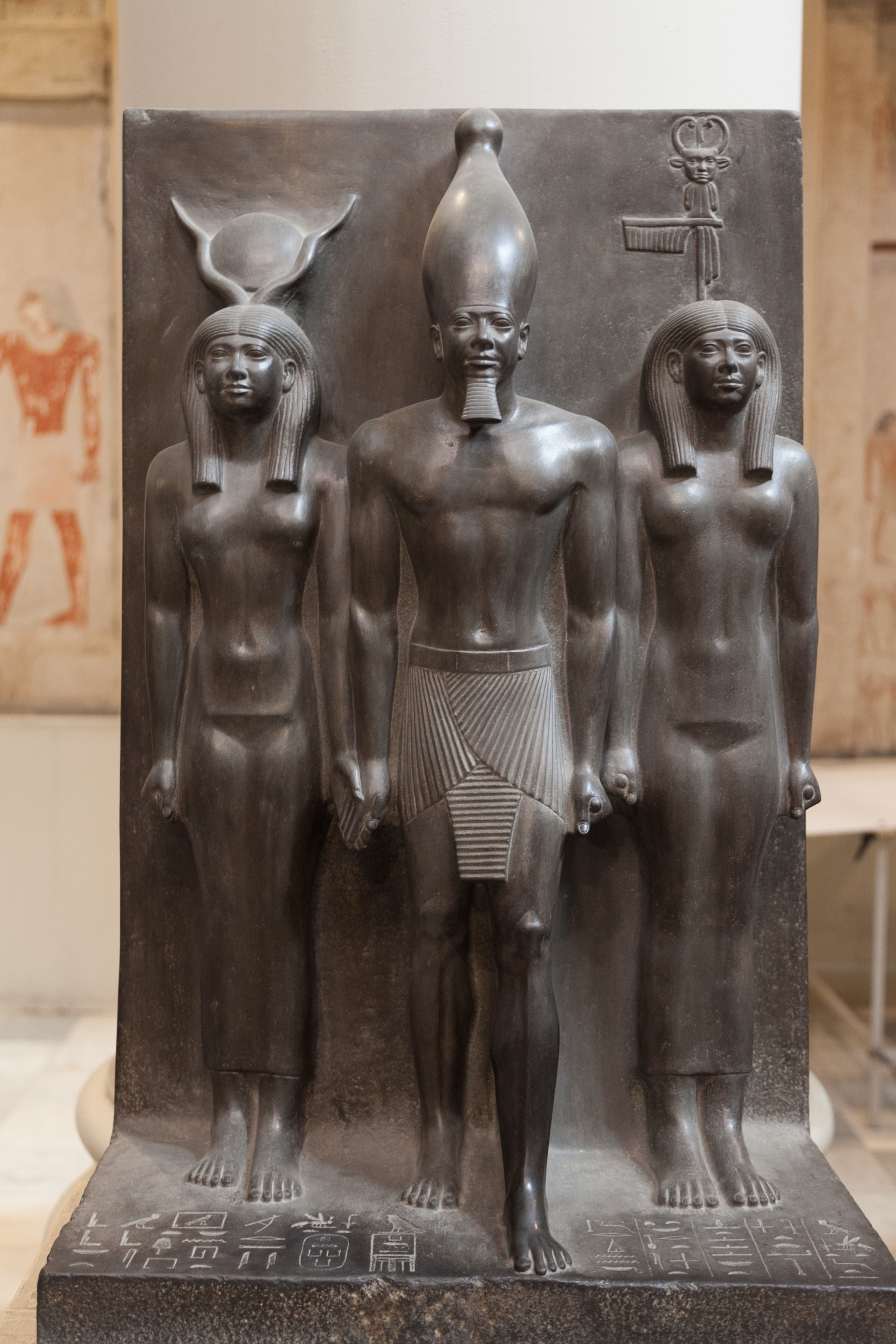
(왼쪽부터)하토르와 파라오 멘카우레, 바트

## 같이 보기
- 아세라
- 이집트 신의 목록